# Aischinés
Aischinés, řecky Αἰσχίνης (389 př. n. l. Athény - 314 př. n. l. Samos) byl starořecký politik a řečník. Bývá řazen mezi tzv. attické řečníky (kánon deseti největších řečníků sestavený patrně ve starověké Alexandrii).

## Život
Pocházel z chudé rodiny (otec byl učitelem na základní škole, matka asistentka při náboženských obřadech), podařilo se mu však získat athénské občanství. Stal se úředníkem politiků Aristofonta z Azenia a Eubula. Poté se neúspěšně věnoval divadlu, více se mu dařilo jako vojákovi (bojoval např. v bitvách u Mantineie roku 363 a u Tamyn roku 358).
Pak vstoupil do politiky. Bylo to v době, kdy Athény vedly spory s králem Filipem II. Makedonským. Aischinés, po počátečním volání k obraně proti tomuto monarchovi, se nakonec přiklonil k umírněným, kteří si přáli dojednat smír. Ten také dojednal roku 346 př. n. l. Byl pak obviňován athénskými radikály (zejména Démosthenem a Timarchem) z přijetí úplatku od Filipa a vlastizrady, ale u soudu, k němuž ho pohnali, se obhájil (slavnou řečí O křivém poselství) a naopak dokázal úspěšně obžalovat žalobce Timarcha z prostituce (u soudu přednesl svou slavnou řeč Proti Timarchovi, jež se dochovala). Démosthénes podal sice žalobu novou, ale Aischinés se opět obhájil, politicky kryt zvláště Eubulem.
K boji s Filipem nakonec stejně došlo, patrně i díky samotnému Aischinovi (citován je zejména jeho odbojný projev na Amfiktyónii). Athéňané se Filipově armádě, spolu s Thébany, postavili roku 338 př. n. l. u Chairóneie, avšak byli rozdrceni. Aischinés se po této katastrofě, za niž nepřijal jakoukoli odpovědnost, pokusil z Athén vypudit radikály Démosthena a Ktésifonta (řeč Proti Ktésifontovi se dochovala), ale Démosthenés se dokázal svým řečnickým uměním obhájit. Aischinés k jeho ostrakizaci nesehnal ani pětinu potřebných hlasů, což vzal jako svou osobní urážku a porážku a odešel z Athén do Efesu. Později se přestěhoval na Rhodos, kde si založil školu rétoriky. Zemřel patrně na ostrově Samu.
Tři zachované projevy (O křivém posleství, Proti Timarchovi a Proti Ktésifontovi) byli tradicí nazvány Tři grácie či Tři charitky. Fotios hovořil i o devíti Aischinových dopisech, jakožto o Devíti múzách. Ty se však nedochovaly. Dopisi Aischinovi někdy připisované a publikované filologem Rudolfem Hercherem pod názvem Epistolographi Graeci patrně nepsal sám Aischinés.
Český filolog Eduard Kastner jeho řečnický styl hodnotil v Ottově slovníku naučném roku 1888 takto: "Jest zajisté Aischinés prvním řečníkem po Démosthenovi, ba v jedné věci jej i předstihl; dovedlť výborně mluviti i bez přípravy. Řeči jeho vyznamenávají se zvláštní plynností a mohutností slohu a neobyčejně bystrým vtipem, ale při vší té dokonalosti formální schází jim základ mravní, jejž Aischinés hleděl mírně nahraditi planou sofistikou."